# Контроль перспективи

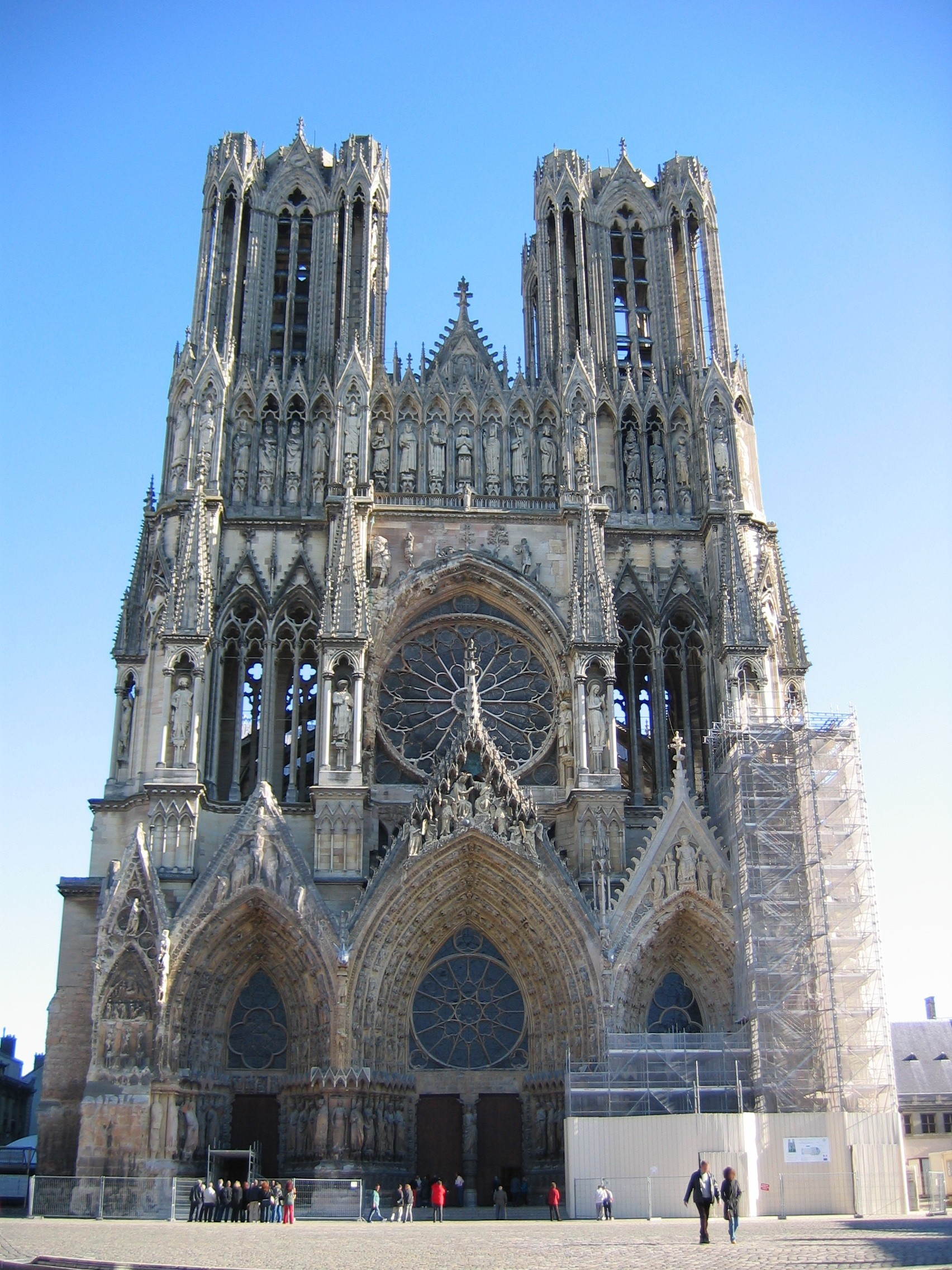
Зображення Нотр-Дам де Реймс із спотвореною перспективою

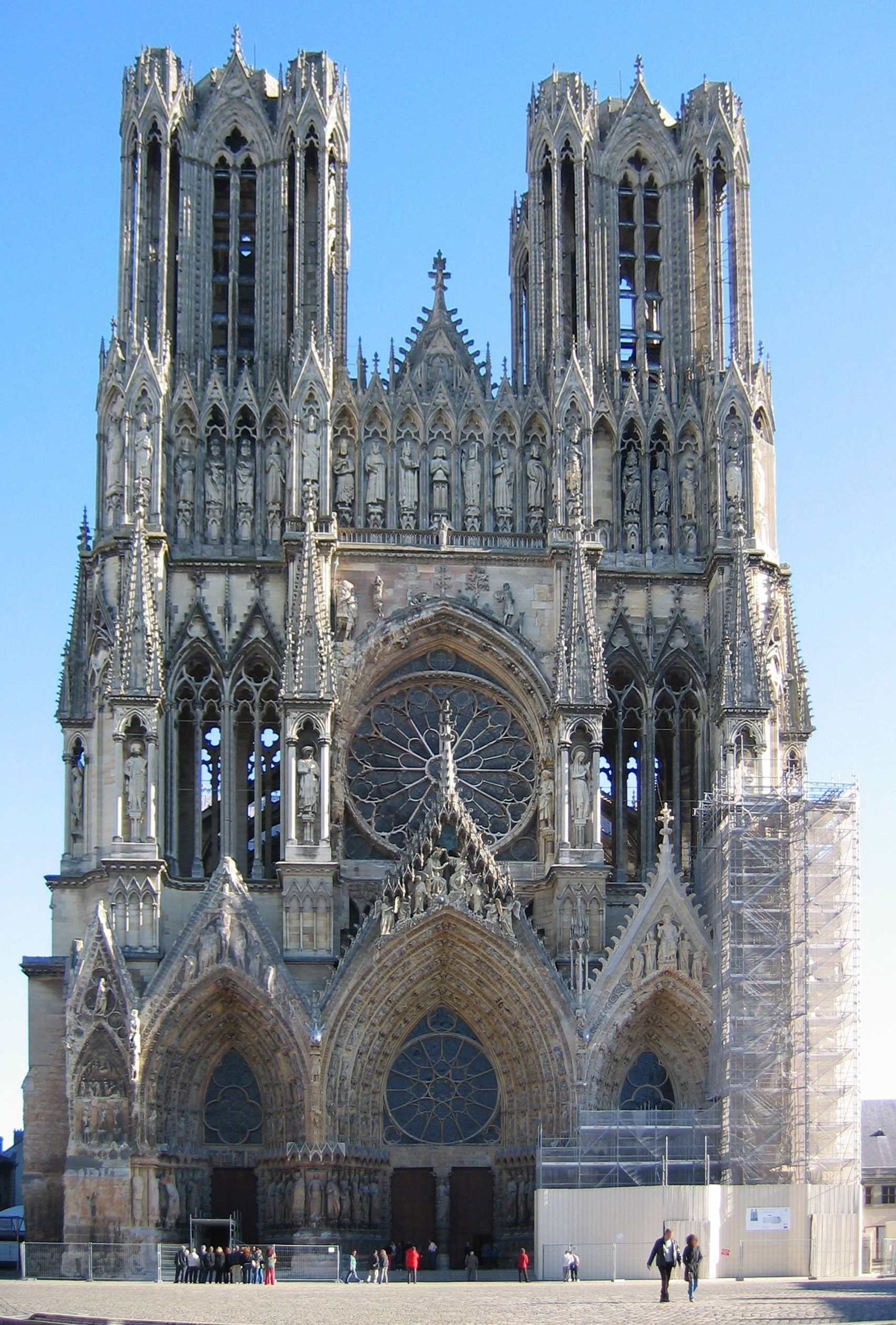
Це ж зображення виправили, змінивши кут огляду

Контроль перспективи- це процес забезпечення  природного компонування кадру, який не допускає викривлення геометричних форм об’єкту зйомки, щоб природно передавати зображення отримані цифровим фотоапаратом на площині (фото, або зображення на комп’ютері). Сюди входить:
- намагатись створювати усі зображення , які є вертикальними за своєю природою теж вертикальними. Вирівнювати об’єкти на фото, наприклад, за основними архітектурними направляючими, рівнятись на колони, вертикальні краї стін та ліхтарні стовпи. Також потрібно дотримуватись правил перспективи. Перспектива, поняття,  засноване на уявленні що більш віддалені об'єкти представлені меншими; однак за прикладом наведеного вище зображення, навіть незважаючи на те, що вершина соборної вежі знаходиться насправді далі від оглядача, ніж основа (завдяки вертикальній відстані), побудована перспектива враховує лише горизонтальну відстань, а верхня та нижня розміщена - на однаковій відстані;
- змусити всі паралельні лінії (наприклад, чотири горизонтальні ребра кубічної кімнати) перетинатися в одній точці.
- Найчастіше термін використовується в цифровій фотографії

Спотворення проєкції в перспективі відбувається на фотографіях, коли площина плівки не паралельна лініям, які повинні бути паралельними на фотографії. Поширений випадок, коли фотографія високої будівлі робиться від рівня землі, нахиляючи камеру назад: будівля, здається, відпадає від камери. В такому випадку фотографи використовують термін "завелено горизонт".
Популярність аматорської фотографії дозволила стати доступною широкому колу можливість створювати любительські знімки, які в свою чергу порушують багато канонічних правил та законів побудови кадру, фото зроблені на дешеві камери і без урахування підбору правильних перспектив та ракурсів спотворюють об’єкти фотографування,  багато людей, які не володіють професійною технікою створення зображень не відразу усвідомлюють таке спотворення. Це "спотворення" відносно лише прийнятої норми побудованої перспективи (де вертикальні лінії в дійсності не сходяться в побудованому зображенні), вертикальні лінії в реальності починають сходитись над і під горизонтом, коли вони віддаляються від глядача).

## Контроль перспективи при експозиції

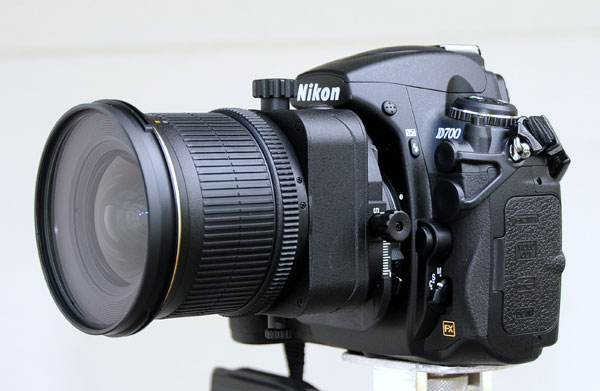
24-міліметровий об'єктив PC-E Nikkor дозволяє налаштовувати потрібну перспективу. Фотоапарат Nikon D700, створений переважно для 35-міліметрових дзеркальних камер.

Професійні камери, де контроль перспективи при експозиції важливий, дозволяють налаштовувати  перспективу засобами додаткових знімних об’єктивів. Піднімаючи об’єктив паралельно плівці або матриці (в залежності від виду фотоапарата). Компенсація викривлень досягається оптичними особливостями об’єктивів фотоапарата.
Більшість повноформатних камер (4x5 і вище) мають цю функцію, а також площину управління фокусом, вбудовану в тіло камери.
Деякі змінні об’єктиви середнього формату, наприклад 35 мм для дзеркальної камери мають опції зсуву або нахилу, які дозволяють керувати перспективою.
Такий стиль фото- та відеознімання зі спеціальним об'єктивом,  створює зображення таким чином, що всі об'єкти здаються іграшковими.

## Перспектива у темній кімнаті
Техніка наявна в  фото лабораторії може виправити спотворення перспективи в процесі друку. Зазвичай це роблять, розміщуючи папір під кутом до плівки, піднімаючи папір до тієї частини зображення, яка більша, отже, не дозволяючи світлу від збільшувача поширюватися так сильно, як інша сторона експозиції.

## Перспектива під час цифрової пост-обробки
Програмне забезпечення для обробки фото отриманих цифровою камерою на сьогодні містить потужні інструменти  для виправлення різних дисторсій та   інших спотворень, що виникають в процесі фотографування.
Adobe Photoshop і GIMP мають кілька варіантів "перетворення", щоб з обережністю досягти бажаного результату без суттєвого погіршення загальної якості зображення. Photoshop CS2 та наступні випуски включають корекцію перспективи як частину свого фільтра корекції спотворення об'єктива; DxO Optics Pro від DxO Labs включає корекцію перспективи; тоді як GIMP (станом на 2.6) не включає спеціалізований інструмент для виправлення перспективи, хоча доступний плагін EZ Perspective [Архівовано 23 квітня 2018 у Wayback Machine.]. RawTherapee.
Зверніть увагу, оскільки геометрія проективних перетворень залежить від кута зору, інструменти перспективи вимагають введення кута зору або еквівалентної фокусної відстані 35 мм, хоча це часто можна визначити з метаданих Exif.
Це commonly suggested[джерело?]  для виправлення перспективи за допомогою загального інструменту проективного перетворення, виправлення вертикального нахилу (збіжних вертикалей) шляхом витягування верхньої частини; це "Перетворення перетворень" у Photoshop та "інструмент перспективи" у GIMP.  Однак це вводить вертикальні спотворення - об’єкти виглядають приземистими (вертикально стиснуті, горизонтально витягнуті)  - якщо вертикальний розмір також не розтягнутий. Цей ефект незначний для малих кутів і може бути виправлений вручну, розтягуючи вертикальний розмір вручну, доки пропорції не виглядатимуть правильно  але автоматично виконується за допомогою спеціалізованих інструментів перспективного перетворення.

## Дивитися також
- Анаморфоз
- Ефект трапецеїдального спотворення
- Спотворення зображення

## Список використаної літератури
1. ↑  Correcting Perspective in Photoshop [Архівовано 14 січня 2021 у Wayback Machine.], Ken Rockwell
2. ↑  Hugin tutorial — Perspective correction. Архів оригіналу за 13 січня 2021. Процитовано 11 січня 2021.
3. ↑  Perspective Distortion Correction Tutorial [Архівовано 26 січня 2021 у Wayback Machine.], Lone Star Digital
4. ↑  Perspective and Barrel Distortion Correction of Wide-angle Images in Adobe Photoshop [Архівовано 5 жовтня 2018 у Wayback Machine.], Larry N. Bolch
5. ↑  Perspective Adjustment in PhotoShop [Архівовано 29 грудня 2014 у Wayback Machine.], The Luminous Landscape

## зовнішні посилання
- Ілюстрації [Архівовано 14 січня 2021 у Wayback Machine.]
- Вікі-сторінка Panorama Tools про управління перспективою [Архівовано 9 березня 2021 у Wayback Machine.]
- Керування перспективою під час обрізання за допомогою програмного забезпечення Photoshop
- Виправлення перспективи за допомогою програмного забезпечення Hugin з відкритим кодом